# Жан Батіст Люллі

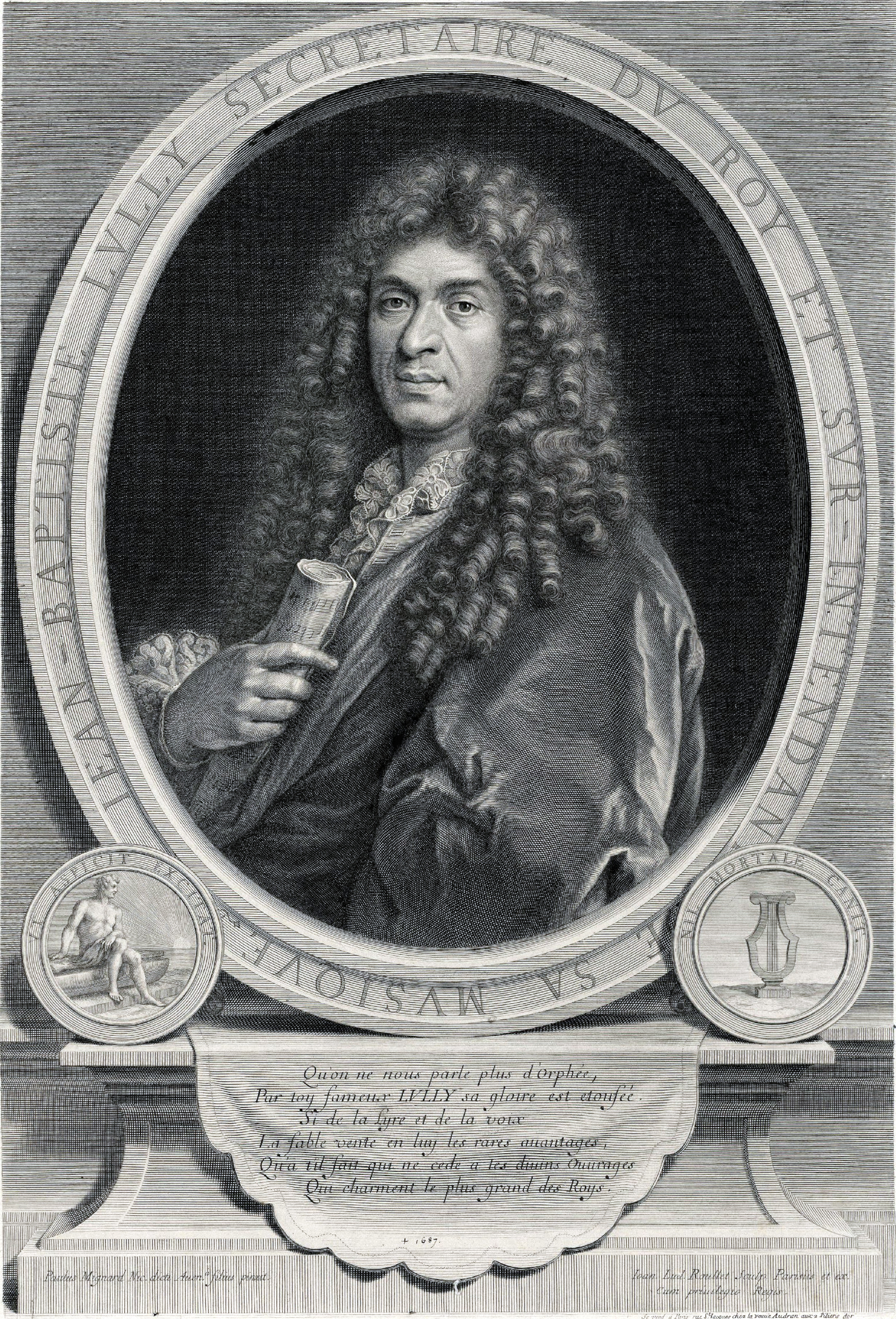
Жан Батіст Люллі, портрет роботи Ніколаса Міньярда

Жан Батіст Люллі (фр. Jean-Baptiste Lully фр.: [ʒɑ̃ batist lyli], Джованні Баттіста Луллі, італ. Giovanni Battista Lulli італійською: [dʒoˈvanni batˈtista ˈlulli]; 18 (28) листопада 1632 — 22 березня 1687) — французький композитор, скрипаль, танцюрист, диригент і педагог італійського походження; творець французької національної опери.

## Біографія
Народився у Флоренції в сім'ї мірошника. Музичні здібності і акторський темперамент підлітка привернули увагу герцога де Гіза, який відвіз Люллі до Парижа, призначивши на службу до принцеси Монпансьє (сестри короля Людовіка XIV). У Парижі Люллі займався композицією, співом, брав уроки гри на клавесині і скрипці. Молодий італієць добився прихильності Людовіка XIV і зробив при його дворі блискучу кар'єру. Він скоро увійшов до знаменитого оркестру «24 скрипки короля», близько 1656 р. організував і очолив свій малий оркестр «16 скрипок короля». У 1653 р. Люллі отримав місце «придворного композитора інструментальної музики», з 1662 р. — суперінтенданта придворної музики, а в 1672 р. став власником патенту на право заснування в Парижі Королівської академії музики «з довічним користуванням цим правом і передачею його у спадок тому з синів, хто стане його наступником на посту суперінтенданта музики короля». У 1681 р. Люллі був ушанований дворянськими грамотами і званням королівського радника-секретаря. Помер у Парижі, до кінця днів зберігаючи становище володаря музичного життя французької столиці.

## Особисте життя
Жан Батіст Люллі вів розпусне життя та мав гомосексуальні нахили. Проте, намагаючись бути обережним, Люллі уникав надто близьких стосунків із таємним гомосексуальним угрупованням, яке зібралося при дворі навколо герцога Вандомського, графа де Таллара та герцога де Грамона. Але у 1685 році його звинуватили в непристойних стосунках з пажем на ім'я Брюне, який жив у його домі. Брюне був усунений після поліцейського рейду, і Люллі уникнув покарання.

## Творчість
Творчість Люллі розвивалася переважно в тих жанрах і формах, які склалися і культивувалися при дворі «Короля-сонця». В перші десятиліття своєї служби (1650—1660 рр.) Люллі писав інструментальну музику (сюїти і дивертисменти для струнних інструментів, окремі п'єси тощо), духовні твори, музику до балетних спектаклів («Хворий Амур, Альсидіана, Народження Венери» і ін.). Також як капельмейстер двору Жан Батіст писав марші для гвардії Версалю, найвідомішим з котрих є Marche des mousquetaires. Постійно беручи участь в придворних балетах як автор музики, постановник, актор і танцюрист, Люллі освоїв традиції французького танцю, його ритмоінтонаційні і сценічні особливості. Співпраця з Ж. Б. Мольєром допомогла композиторові увійти до світу французького театру, відчути національну своєрідність сценічної мови, акторської гри. Люллі пише музику до п'єс Мольєра («Одруження з примусу, Принцеса Еліди, Сицилія, Любов-цілителька» і ін.), виконує ролі Пурсоньяка в комедії «Пан де Пурсоньяк» і Муфті в «Міщанин-шляхтич».
Люллі довгий час не визнавав опери і вважав, що французька мова непридатна для цього жанру, проте на початку 1670-х рр. він круто змінив свої погляди. В період 1672—1686 рр. він поставив в Королівській академії музики 13 ліричних трагедій (серед яких «Кадм і Герміона», «Альцеста», «Тесей», «Атіс», «Арміда», «Ацис і Галатея»). Саме ці твори заклали основи французького музичного театру, визначили тип національної опери, що впродовж декількох десятиліть панував у Франції. «Люллі створив національну французьку оперу, в якій як текст, так і музика поєднуються з національними засобами вирази і смаками і яка відображає як недоліки, так і переваги французького мистецтва», — пише німецький дослідник Р. Кречмер.
Стиль ліричної трагедії Люллі формувався в найтісніших стосунках з традиціями французького театру епохи класицизму. Тип великої п'ятиактної композиції з прологом, манера декламації і сценічної гри, сюжетні джерела (давньогрецька міфологія, історія Стародавнього Риму), ідеї і етичні проблеми (конфлікт відчуття і розуму, почуття й повинності) зближують опери Люллі з трагедіями П. Корнеля і Ж. Расіна. Не менш важливим є зв'язок ліричної трагедії з традиціями національного балету — великі дивертисменти (вставні танцювальні номери, не пов'язані з сюжетом), урочисті ходи, процесії, свята, чарівні картини, пасторальні сцени підсилювали декоративно-видовищні якості оперного спектаклю. Традиція введення балету в оперу виявилася надзвичайно стійкою і зберігалася у французькій опері протягом кількох століть. Вплив Люллі позначився в оркестрових сюїтах кінця XVII — початку XVIII століття (Р. Муффат, І. Фукс, Г. Телеман і ін.). Написані в дусі балетних дивертисментів Люллі, вони включали французькі танці і характеристичні п'єси. Великого поширення в оперній і інструментальній музиці XVIII століття набув особливий тип увертюри, що склався в ліричній трагедії Люллі (т.з. «французька» увертюра, що складається з повільного, урочистого вступу і енергійного, рухливого основного розділу).
У другій половині XVIII століття лірична трагедія Люллі і його послідовників (М. Шарпантьє, А. Кампра, А. Детуш), а разом з нею і весь стиль придворної опери стає об'єктом запеклих дискусій, пародій, осміювання («війна буффонів, війна глюкістів і піччинністів»). Мистецтво, що виникло в епоху розквіту абсолютизму, сприймалося сучасниками Дідро і Руссо як занепале, мляве, пихато-помпезне. В той самий час творчість Люллі, що зіграла певну роль у формуванні великого героїчного стилю в опері, привертала увагу оперних композиторів (Ж. Ф. Рамо, Р. Ф. Гендель, К. В. Глюк), що тяжіли до монументальності, патетики, строго раціональної, впорядкованої організації цілого.

## Спадщина
Основні твори:
балети
- Les Noces de Pélée et de Thétis (1654)
- Les Plaisirs (1655)
- L'Amour malade
- Les Saisons (1661)
- Le Naissance de Vénus (1665)
- Les muses (1666)

опери (ліричні трагедії)
- Cadmus et Hermione (1673)
- Alceste (1674)
- Théesée (1675)
- Atys (1676)
- Isis (1677)
- Psyché (1678)
- Bellérophon (1679)
- Proserpine (1680)
- Persée (1682)
- Phaéton (1683)
- Amadis (1684)
- Roland (1685)
- Armide (1686)
- Achille Polyxéne (1687)

комедії
- L'Impromptu de Versailles (1663)
- Le Mariage forcé (1664)
- L'Amour médecin (1665)
- Le Sicilien (1667)
- Georges Dandin (1668)
- Monsieur de Pourceaugnac (1669)
- Les Amants Magnifiques (1670)
- La Comtesse d'Escarbagnas (1671)
- Les Burgeois gentilhomme (1671)

церковна музика
- Jubilate Deo (Motet de la Paix) (1660)
- O Lachrymae fideles (1664)
- Miserere (1664)
- Plaude Laetare Gallia (1668)
- Te Deum (1677)
- De profundis (1683)
- Dies irae (1683)
- Exaudiat te Dominus (1683)
- Quae fremuerunt (1685)
- Benedictus (1685)

інструментальні твори
- Les trio des opéra, mis en ordre pour les concerts (1690)
- Les airs de trompettes, timbales et hautbois (1665)
- Trios pour le coucher du Roi (1665)
- 9 органних творів

## Файли
Choeur des divinités de la terre et des eaux, from Psyché (1687) - Midi fileⓘ